# Hrvatski pokret (Zagreb, 1910.)
Hrvatski pokret je bio hrvatski dnevni list iz Zagreba. Izlazio je dnevno osim nedjeljom i blagdanom. Bio je glavno glasilo Hrvatske ujedinjene samostalne stranke.
Izlazio je od 1910. do 1915. godine. Nastavak je lista Pokreta.
Sadržavao je nekoliko priloga, od kojih se ističu Zvono i humorističko-satirički prilog Koprive.
Hrvatski pokret je poslije prestanka izlaženja nadomješten listom Hrvatska riječ.
Urednici su bili Većeslav Wilder, Juraj Gašparac u dva navrata, Stjepan Parmačević i Milan Matković.